# Francisco Aldao (marino)
Francisco Aldao fue un marino nacido en Buenos Aires que integró la Real Armada a fines del siglo XVIII y comienzos del XIX.

## Biografía
Francisco Antonio Aldao Aragón nació en la ciudad de Buenos Aires, Gobernación del Río de la Plata (Imperio Español), en 1774, hijo de Antonio Basilio de Aldao y de Josefa de Aragón Avendaño, porteña.
Al igual que sus hermanos Santiago Aldao y Matías Aldao sentó plaza en la Real Compañía de Guardiamarinas del Ferrol en 1793 con sólo 18 años, cerca del límite de edad permitido.
En 1794 fue ascendido a alférez de fragata y en 1802 era promovido a alférez de navío.

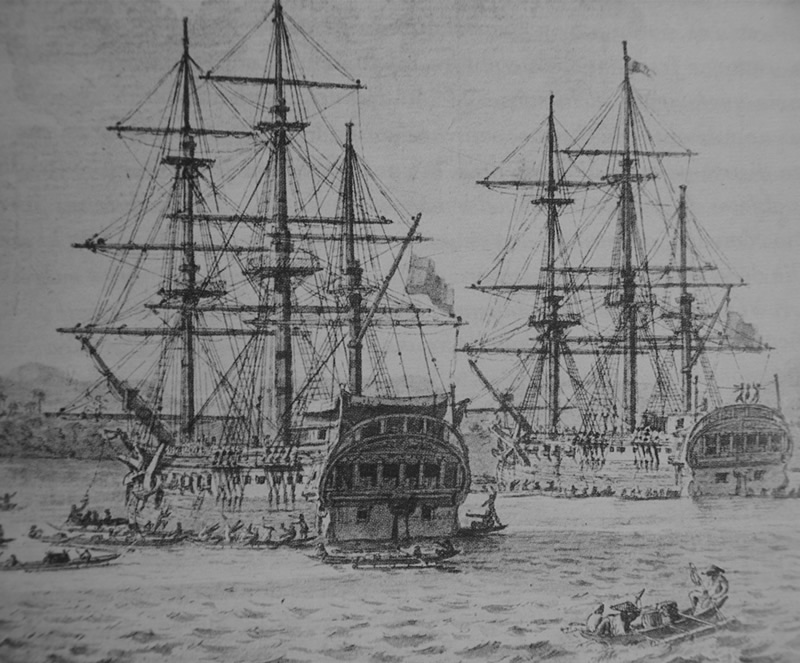
Las fragatas Atrevida y Descubierta.

En 1805 operó a bordo de la corbeta Atrevida en aguas de las Islas Malvinas, pasando luego a la Descubierta, las mismas naves que participaron de la llamada "Expedición Malaspina", comandada por el famoso marino italiano en el servicio de España Alejandro Malaspina, construidos especialmente para el viaje y bautizados así por Malaspina en honor de los navíos de James Cook Resolution y Discovery.
En la Descubierta arribó con su hermano Santiago a Montevideo el 14 de abril de 1805, donde pasó a la fragata de 35 cañones Asunción, con la que zarpó a comienzos de mayo desde Maldonado para perseguir corsarios ingleses. La Asunción varó el 20 de mayo en el banco Inglés en medio de un temporal y al anochecer se hundió pereciendo Aldao en el naufragio junto a su comandante el capitán Juan Domingo Deslobbes, otros 10 oficiales y 294 hombres.
Es mencionado erróneamente como partícipe de la Batalla de Trafalgar a bordo del Príncipe de Asturias, nave insignia del Jefe de Escuadra Federico Gravina (murió antes del célebre combate).
En el Romance de los Argentinos en Trafalgar unos versos dicen:
Nueve eran los argentinos
que estaban en Trafalgar,
Nueve los guardiamarinas 
En el Combate inmortal
...
Junto a Gravina, de gala, 
Se encontraban los demás: 
Francisco Aldao, Martin Warnes, 
Eusebio Medrano, allá, 
Con Francisco Guruchaga, 
la tarde de Trafalgar.